# Dirección General de Asuntos Consulares
La Dirección General de Asuntos Consulares, oficialmente Dirección General de Españoles en el Exterior y de Asuntos Consulares, es el órgano directivo de la Subsecretaría del Ministerio de Asuntos Exteriores, Unión Europea y Cooperación de España al que le corresponde el impulso, la coordinación y la supervisión de todas las actuaciones de las oficinas consulares españolas en la gestión de los servicios de la Administración General del Estado que se prestan en el exterior.
Le compete, asimismo, la propuesta, elaboración y aplicación de la política en materia de protección y asistencia a las personas de nacionalidad española en el extranjero, así como en materia de asilo, en la esfera de actuación del Ministerio de Asuntos Exteriores y sin perjuicio de las competencias atribuidas en estas materias a otros Departamentos, con los que la Dirección General mantiene la necesaria coordinación.
También asume directamente la gestión de emergencias y situaciones de crisis que afecten a la ciudadanía española en el exterior.

## Historia
A pesar del aislamiento de la dictadura de Francisco Franco y, gracias sobre todo a la Guerra Fría, a mediados del siglo XX España empezó a tener un papel más relevante en el ámbito internacional y fue en este entonces cuando se empezaron a restablecer las relaciones internacionales. Ante esto, la creciente presencia consular española y la separación de las competencias consulares en diferentes órganos del Departamento imposibilitaba la coordinación de la política consular, haciendo que en 1949 se crease la Dirección General de Asuntos Consulares.
Esta dirección, dirigida a unificar y facilitar los trámites privados y administrativos que realizaban los consulados se estructuró en cuatro secciones: de Sucesiones, de Extradiciones, Exhortos y Comisiones rogatorias, de Estado Civil, Nacionalizaciones y Servicio militar, y de Legalizaciones, Paraderos, Pensiones y Traslados de cadáveres.
La reforma de 1968 la estructuró mediante cinco secciones, si bien cambiando sus denominaciones y competencias a: Dirección de Asuntos Jurídicos Consulares, Dirección de Emigración y Asuntos Sociales, Dirección de Acción Consular, Dirección de Pasaportes, Servicio Militar y Sanidad, y la Dirección de Asuntos Consulares. Dos años más tarde, la dirección de asuntos jurídicos consulares pasó a denominarse subdirección de Asuntos Jurídicos Consulares, la dirección de pasaportes, servicio militar y sanidad se denominó únicamente «de Pasaportes», pasando el resto de sus funciones a la Dirección de Acción Consular y se sustituyó la dirección de asuntos consulares por la dirección de Asuntos Generales.
Sufrió una importante reforma en 1976, conservando la dirección de Asuntos Consulares y pasando a tener dos subdirecciones generales:
La primera era la Subdirección de Asuntos Consulares, que de la que dependían las direcciones de Asuntos Jurídicos y Consulares que se encargaba de los asuntos judiciales y de sucesiones, registrales y notariales y de las legalizaciones; de Acción Consular que se encargaba de la protección y sanidad, de los asuntos militares y de la navegación. Asimismo poseía una sección de pasaportes e inmigración.
La segunda era la Subdirección General de Emigración y Seguridad Social, compuesta de dos secciones, una de Emigración que se encargaba de la asistencia a los ciudadanos españoles en el extranjero, y la sección de Seguridad Social para los servicios de la seguridad social a los españoles en el extranjero y para las repatriaciones.
En plena transición democrática, la dirección general adquirió una nueva subdirección general llamada «de Política Convencional y Organismos Internacionales» que se encargaba de los convenios bilaterales y de coordinar la acción consular en relación con las organizaciones internacionales. Consolidada la transición y tras el primer cambio de gobierno democrático, el nuevo gobierno socialista continuó expandiendo esta dirección general incluyendo una nueva subdirección general para asuntos de Extranjería, Refugiados y Pasaportes.
Tras casi medio siglo con la misma denominación, el nuevo gobierno popular salido de las elecciones generales de 1996 modificó por primera vez esta, pasando a denominarse Dirección General de Asuntos Jurídicos y Consulares y poseía cinco subdirecciones; «de Asuntos Consulares», «de Asuntos Jurídicos», «de Asuntos de Justicia e Interior», «de Asuntos Sociales» y «de Asuntos de Extranjería». En la segunda legislatura del gobierno popular volvió a cambiarse la denominación a Dirección General de Asuntos Consulares y Protección de los Españoles en el Extranjero estructurada en las subdirecciones generales «de Protección de los Españoles en el Extranjero», «de Asuntos Jurídicos Consulares», «de Asuntos Sociales», «de Asuntos de Extranjería» y «de Asuntos de Justicia e Interior.
De nuevo, con el cambio de gobierno de 2004 la denominación volvería a cambiar a Dirección General de Asuntos y Asistencia Consulares, si bien se redujo su tamaño conservando cuatro de las cinco subdirecciones generales —salvo la de Justicia e Interior— y poseyendo asimismo una «División de Asuntos Schengen». Esta estructura la mantuvo hasta 2010, cuando se volvió a modificar su denominación a Dirección General de Asuntos Consulares y Migratorios y conservando las subdirecciones generales «de Asuntos Jurídicos Consulares» y «de Asuntos de Extranjería» y creándose las subdirecciones generales de «de Protección y Asistencia Consular» y «de Asuntos Migratorios». También conservó la división de asuntos Schengen.
En 2012 se modificó su denominación a Dirección General de Españoles en el Exterior y Asuntos Consulares y Migratorios, conservando la misma estructura hasta 2018 cuando perdió las competencias migratorias tras asumir dichas competencias la nueva Oficina de Asuntos Migratorios del Ministerio. En 2024 la Subdirección General de Asuntos de Extranjería se renombró como Subdirección General de Visados y Documentos de Viaje.

### Denominaciones
- Dirección General de Asuntos Consulares (1949-1996)
- Dirección General de Asuntos Jurídicos y Consulares (1996-2000)
- Dirección General de Asuntos Consulares y Protección de los Españoles en el Extranjero (2000-2004)
- Dirección General de Asuntos y Asistencia Consulares (2004-2010)
- Dirección General de Asuntos Consulares y Migratorios (2010-2012)
- Dirección General de Españoles en el Exterior y de Asuntos Consulares y Migratorios (2012-2018)
- Dirección General de Españoles en el Exterior y de Asuntos Consulares (2018-presente)

## Estructura y funciones
De la Dirección General dependen los siguientes órganos a través de los cuales ejerce sus competencias:
- La Subdirección General de Protección y Asistencia Consular, a la que corresponde la propuesta y ejecución de la política de protección de las personas de nacionalidad española en el extranjero, con particular atención a las personas españolas detenidas y a los colectivos especialmente vulnerables, incluyendo en este apartado a las víctimas españolas de violencia contra la mujer, a sus hijos e hijas menores de edad y a las personas españolas sujetas a su tutela, o guarda y custodia, y a las personas mayores de 65 años y menores de edad en situación de desamparo en el extranjero; la coordinación de la acción de las oficinas consulares en la gestión de los servicios que la Administración General del Estado presta en el extranjero; así como la supervisión de los consulados honorarios de España; la propuesta y aplicación de las actuaciones en materia de asistencia social a las personas de nacionalidad española en el extranjero, en particular en materia de ayudas y repatriaciones; la gestión del Registro de Matrícula Consular; la coordinación del trabajo de las oficinas consulares de España en el extranjero en lo que concierne a la gestión de los procesos electorales convocados en España; así como la gestión de fondos de los Consejos de Residentes Españoles (CRE) y la convocatoria de elecciones a los CRE; y la asistencia, a través de las oficinas consulares de España, a las personas de nacionalidad española que integran los nuevos flujos migratorios así como a aquellas que se encuentran desplazadas en el exterior.
- La Subdirección General de Asuntos Jurídicos Consulares, que se encarga de la coordinación de las competencias consulares en materia de cooperación judicial internacional en los órdenes civil y penal, en especial, en la tramitación de extradiciones y comisiones rogatorias; la negociación y la aplicación de los tratados internacionales y convenios relativos a la acción consular, y la coordinación de las funciones consulares en los ámbitos de la fe pública notarialy del registro civil consular; la legalización diplomática de documentos; y la coordinación de la intervención consular en los casos de adopción internacional y sustracción internacional de menores.
- La Subdirección General de Visados y Documentos de Viaje, órgano competente para la coordinación de la tramitación por parte de las oficinas consulares de los visados uniformes, así como la gestión de los visados nacionales, en los términos establecidos en la normativa española, la expedición de pasaportes en el exterior y, en el ámbito propio de las competencias del Ministerio de Asuntos Exteriores, Unión Europea y Cooperación, la propuesta y aplicación de la política en materia de inmigración y asilo.
- La División de Emergencia Consular, encargada de la coordinación y seguimiento de las actuaciones de protección y asistencia consular del Departamento en situaciones de emergencia y crisis que afecten a las personas de nacionalidad española en el exterior.

## Directores generales
1. Manuel Allendesalazar y Azpioz (1949-1951) (1)
2. Antero Ussía y Murúa (1951-1952) (1)
3. José María Bermejo y Gómez (1952-1954) (1)
4. Félix de Iturriaga y Codes (1954-1962) (1)
5. José Luis Los Arcos y Elio (1962-1964) (1)
6. Antonio García Lahiguera (1964-1971) (1)
7. Guillermo Cebrián Montano (1971-1973) (1)
8. José Manuel de Abaroa y Goñi (1973-1975) (1)
9. Ramón Martín Herrero (1975-1976) (1)
10. José Luis Ochoa Ochoa (enero-julio 1976) (1)
11. Evaristo Ron Vilas (1976-1978) (1)
12. Francisco Javier Rubio García-Mina (1978-1981) (1)
13. Jesús Núñez Fernández (1981-1983) (1)
14. Rafael Pastor Ridruejo (1983-1988) (1)
15. Herminio Morales Fernández (1988-1991) (1)
16. José Ignacio Carbajal Gárate  (1991-1998) (1)(2)
17. Fernando Alvargonzález San Martín (1998-2004) (2)(3)
18. Rafael Fernández-Pita González (febrero-mayo de 2004) (3)
19. Miguel Ángel de Frutos Gómez (2004-2010) (4)
20. Santiago Cabanas Ansorena (2010-2011) (5)
21. Luis Fernández-Cid (2011-2013) (5)(6)
22. Cristóbal Ramón Valdés y Valentín-Gamazo (2013-2017) (6)[12][13]
23. María Victoria González-Bueno Catalán de Ocón (2017-2018) (6)[14][15]
24. Juan Duarte Cuadrado (2018-2022) (6)(7)[16]
25. Xavier Martí Martí (2022-2024) (7)[17]
26. Carolina de Manueles Álvarez (2024-presente) (7)[18]

(1) Director general de Asuntos Consulares.

(2) Director general de Asuntos Jurídicos y Consulares.

(3) Director general de Asuntos Consulares y Protección de los Españoles en el Extranjero.

(4) Director general de Asuntos y Asistencia Consulares.

(5) Director general de Asuntos Consulares y Migratorios.

(6) Director/a General de Españoles en el Exterior y de Asuntos Consulares y Migratorios.

(7) Director/a General de Españoles en el Exterior y de Asuntos Consulares.